# 井上克也
井上 克也（いのうえ かつや、1979年8月10日 - ）は、日本の男性総合格闘家。長崎県出身。和術慧舟會RJW所属。元ライト級キング・オブ・パンクラシスト。元ウェルター級キング・オブ・パンクラシスト。

## 来歴
東海テレビで放送されていた番組「PRIDE王」内で、プロデビュー戦から密着取材されていた。和製カレリンという異名はこの番組でつけられていたキャッチフレーズで、オーディション時に得意技としてカレリンズ・リフトを披露したことに由来する。
2004年11月7日、PANCRASE 2004 BRAVE TOURで北岡悟と対戦し、判定勝ち。
2005年2月4日、PANCRASE 2005 SPIRAL TOURで行われたウェルター級（-75kg）王者決定トーナメント1回戦でヒース・シムズと対戦し、KO勝ち。同じく1回戦を勝ち抜いた北岡悟と5月1日に対戦予定であったが、北岡の負傷により不戦勝となり、ウェルター級暫定王座に認定された。決勝が行われる予定であった5月1日には認定された暫定王座の防衛戦としてアライケンジと対戦し、TKO勝ちで暫定王座の防衛に成功した。
2005年7月6日、初出場となったHERO'Sで菊地昭と対戦し、バックマウントパンチでTKO負け。
2006年1月26日、PANCRASE 2006 BLOW TOURのウェルター級暫定キング・オブ・パンクラス　タイトルマッチで挑戦者の北岡悟と対戦し、判定ドローで暫定王座の防衛に成功した。
2006年8月27日、PANCRASE 2006 BLOW TOURで行われた第2代ウェルター級キング・オブ・パンクラス決定戦で石毛大蔵と対戦し、判定負けで王座獲得に失敗した。
2007年3月17日、CAGE FORCE 02で行われたウェルター級王座決定トーナメント1回戦で吉田善行と対戦。クリンチアッパーの連打でKO負け。
2007年7月27日、ウェルター級暫定キング・オブ・パンクラス決定戦でファブリシオ・ナシメントと対戦し、パウンドでTKO勝ちを収め暫定王座獲得に成功した。
2008年1月30日、第3代ウェルター級キング・オブ・パンクラス決定戦で北岡悟と対戦し、判定勝ちを収め王座獲得に成功した。翌日の記者会見で同王座を返上し、ライト級転向を発表した。
2008年5月11日、DREAM初出場となったDREAM.3のウェルター級（-76kg）チャンピオンシップ代表者決定戦でニック・ディアスと対戦し、タオル投入によるTKO負け。
2008年12月7日、PANCRASE 2008 SHINING TOURで行われた第2代ライト級キング・オブ・パンクラス決定戦で大石幸史と対戦し、判定勝ちを収め王座獲得に成功した。
2009年2月1日、PANCRASE 2009 CHANGING TOURで行われたライト級キング・オブ・パンクラス タイトルマッチで挑戦者の花澤大介13と対戦し、ライト級王座の初防衛に成功した。
2009年2月28日、CAGE FORCE EX -eastern bound-のCAGE FORCEライト級タイトルマッチで王者の廣田瑞人に挑戦し、1-1の引き分けで王座獲得に失敗した。
2009年8月8日、PANCRASE 2009 CHANGING TOURで行われたライト級キング・オブ・パンクラスタイトルマッチで挑戦者の真騎士と対戦。右フックでダウンし追撃のパウンドでTKO負けを喫し王座陥落した。
2010年6月19日、CAGE FORCEで永田克彦と対戦し、3-0の判定勝ち。
2011年5月3日、PANCRASE 2011 IMPRESSIVE TOURで行われたライト級グランプリ1回戦でランキング10位の岡澤弘太と対戦し、左フックでKO負けを喫した。

## 戦績
| 総合格闘技 戦績 | 総合格闘技 戦績 | 総合格闘技 戦績 | 総合格闘技 戦績 | 総合格闘技 戦績 | 総合格闘技 戦績 | 総合格闘技 戦績 |
| --------------- | --------------- | --------------- | --------------- | --------------- | --------------- | --------------- |
| 33 試合         | (T)KO           | 一本            | 判定            | その他          | 引き分け        | 無効試合        |
| 20 勝           | 7               | 0               | 12              | 1               | 4               | 0               |
| 9 敗            | 5               | 1               | 2               | 1               | 4               | 0               |

| 勝敗 | 対戦相手                 | 試合結果                            | 大会名                                                                                  | 開催年月日     |
| ×    | 小谷直之                 | 1R 1:44 腕ひしぎ十字固め            | PANCRASE 2011 IMPRESSIVE TOUR                                                           | 2011年9月4日   |
| ×    | 岡澤弘太                 | 1R 2:42 KO（左フック）              | PANCRASE 2011 IMPRESSIVE TOUR 【ライト級GP 2011トーナメント 1回戦】                     | 2011年5月3日   |
| ○    | 永田克彦                 | 5分3R終了 判定3-0                   | CAGE FORCE                                                                              | 2010年6月19日  |
| ×    | 真騎士                   | 2R 4:38 TKO（パウンド）             | PANCRASE 2009 CHANGING TOUR 【ライト級キング・オブ・パンクラス タイトルマッチ】         | 2009年8月8日   |
| △    | 廣田瑞人                 | 5分3R終了 判定1-1                   | CAGE FORCE EX -eastern bound- 【CAGE FORCEライト級チャンピオンシップ】                  | 2009年2月28日  |
| ○    | 花澤大介13               | 5分3R終了 判定3-0                   | PANCRASE 2009 CHANGING TOUR 【ライト級キング・オブ・パンクラス タイトルマッチ】         | 2009年2月1日   |
| ○    | 大石幸史                 | 5分3R終了 判定3-0                   | PANCRASE 2008 SHINING TOUR 【ライト級キング・オブ・パンクラス決定戦】                   | 2008年12月7日  |
| ×    | ニック・ディアス         | 1R 6:45 TKO（タオル投入）           | DREAM.3 ライト級グランプリ2008 2nd ROUND 【ウェルター級チャンピオンシップ代表者決定戦】 | 2008年5月11日  |
| △    | クラバノフ・ジャマル     | 5分3R終了 判定1-0                   | PANCRASE 2008 SHINING TOUR                                                              | 2008年4月27日  |
| ○    | 北岡悟                   | 5分3R終了 判定2-1                   | PANCRASE 2008 SHINING TOUR 【ウェルター級キング・オブ・パンクラス決定戦】               | 2008年1月30日  |
| △    | 岩瀬茂俊                 | 5分2R終了 時間切れ                  | 格闘王国 LIVE 2007                                                                      | 2007年11月25日 |
| ○    | ファブリシオ・ナシメント | 2R 2:33 TKO（パウンド）             | PANCRASE 2007 RISING TOUR 【ウェルター級暫定キング・オブ・パンクラス決定戦】            | 2007年7月27日  |
| ○    | 大石幸史                 | 2R 2:45 KO（パンチ）                | PANCRASE 2007 RISING TOUR 【ウェルター級王座次期挑戦者決定戦】                          | 2007年5月30日  |
| ×    | 吉田善行                 | 1R 1:45 KO（スタンドパンチ連打）    | CAGE FORCE 02 【ウェルター級王座決定トーナメント 1回戦】                                | 2007年3月17日  |
| ○    | 花井岳文                 | 2R 3:29 TKO（パウンド）             | CAGE FORCE 01                                                                           | 2006年11月25日 |
| ×    | 石毛大蔵                 | 5分3R終了 判定0-3                   | PANCRASE 2006 BLOW TOUR 【ウェルター級キング・オブ・パンクラス決定戦】                  | 2006年8月27日  |
| ○    | キム・ヘンギ             | 3R 4:20 TKO（マウントパンチ）       | MARS WORLD FIGHTING GP in 幕張                                                          | 2006年5月13日  |
| △    | 北岡悟                   | 5分3R終了 判定0-1                   | PANCRASE 2006 BLOW TOUR 【ウェルター級キング・オブ・パンクラス タイトルマッチ】         | 2006年1月26日  |
| ○    | 花澤大介13               | 5分3R終了 判定2-0                   | D.O.G IV                                                                                | 2005年12月11日 |
| ×    | 菊地昭                   | 1R 1:41 TKO（バックマウントパンチ） | HERO'S 2005 ミドル級世界最強王者決定トーナメント開幕戦                                  | 2005年7月6日   |
| ○    | アライケンジ             | 2R 4:30 TKO（パンチ）               | PANCRASE 2005 SPIRAL TOUR 【ウェルター級キング・オブ・パンクラス タイトルマッチ】       | 2005年5月1日   |
| ○    | 北岡悟                   | 不戦勝                              | PANCRASE 2005 SPIRAL TOUR 【ウェルター級王者決定トーナメント 決勝】                     | 2005年5月1日   |
| ○    | ヒース・シムズ           | 1R 4:40 KO（パウンド）              | PANCRASE 2005 SPIRAL TOUR 【ウェルター級王者決定トーナメント 1回戦】                    | 2005年2月4日   |
| ○    | 北岡悟                   | 5分3R終了 判定3-0                   | PANCRASE 2004 BRAVE TOUR                                                                | 2004年11月7日  |
| ○    | 和田拓也                 | 5分3R終了 判定3-0                   | PANCRASE 2004 BRAVE TOUR                                                                | 2004年9月24日  |
| ○    | 佐藤光留                 | 1R 3:53 KO（パウンド）              | PANCRASE 2004 BRAVE TOUR                                                                | 2004年6月22日  |
| ○    | 金井一朗                 | 5分2R終了 判定2-0                   | PANCRASE 2004 BRAVE TOUR                                                                | 2004年4月23日  |
| ×    | 石川英司                 | 5分2R終了 判定0-2                   | PANCRASE 2004 BRAVE TOUR                                                                | 2004年2月6日   |
| ○    | 港太郎                   | 5分2R終了 判定3-0                   | DEMOLITION                                                                              | 2003年12月27日 |
| ○    | 金井一朗                 | 5分2R終了 判定3-0                   | DEMOLITION                                                                              | 2003年5月1日   |
| ○    | 立原基大                 | 5分2R終了 判定3-0                   | DEMOLITION                                                                              | 2003年2月23日  |
| ×    | 鬼木貴典                 | 1R 1:09 失格（ローブロー&頭突き）   | DEMOLITION                                                                              | 2003年2月9日   |

## 獲得タイトル
- PRE-PRIDE.5 優勝（2002年）
- ウェルター級暫定キング・オブ・パンクラス王座（2005年）
- ウェルター級暫定キング・オブ・パンクラス王座（2007年）
- 第3代ウェルター級キング・オブ・パンクラス王座（2008年）
- 第2代ライト級キング・オブ・パンクラス王座（2008年）